# Fiamma Nicolodi
Fiamma Nicolodi (Roma, 6 febbraio 1948 – Firenze, 23 agosto 2021) è stata una musicologa italiana.

## Biografia
Nata a Roma da Fulvio, avvocato - figlio di Aurelio Nicolodi, educatore e fondatore dell’Unione italiana ciechi –, e Fulvia Casella – figlia del compositore torinese Alfredo –, crebbe a Firenze. Nel capoluogo toscano, dopo aver frequentato il liceo classico, si laureò in Lettere con una tesi in Storia della musica su Luigi Dallapiccola. Ricercatrice in Storia della musica presso l’ateneo fiorentino, fu professore ordinario presso l'università degli Studi di Salerno (1987-1991), Siena (sede di Arezzo) e, dal 1995, Firenze. Si distinse come studiosa del Novecento musicale italiano, della cosiddetta “Generazione dell’80”, di autori quali Dallapiccola, Petrassi, Busoni, Berio, nonché dei rapporti tra musica italiana e fascismo. Dal 1989 al 2006 curò, con Paolo Trovato, il Lessico della letteratura musicale italiana 1490-1950 (LESMU), pubblicato a Firenze (Franco Cesati Editore) nel 2007.
Presidente, dal 2005, del Corso di laurea triennale in DAMS e, dal 2008, del Corso di laurea specialistica in Musicologia e Beni musicali dell'università di Firenze, nel 2013 abbandonò l’insegnamento universitario.
Nicolodi era stata anche nominata accademica di Santa Cecilia. A questo ente aveva donato la raccolta di libri di Alfredo Casella, di cui era la nipote.

## Pubblicazioni principali
- Gusti e tendenze del Novecento musicale in Italia, Firenze, Sansoni, 1982.
- Orizzonti musicali italo-europei. 1860-1980, Roma, Bulzoni, 1990.
- Musica e musicisti nel ventennio fascista, Padova, Libreriauniversitaria.it, 2018.
- Novecento in musica. Protagonisti, correnti, opere. I primi cinquant’anni, Milano, Il Saggiatore, 2018.
- (a cura di), Luigi Dallapiccola. Saggi, testimonianze, carteggio, biografia e bibliografia, Milano, Suvini Zerboni, 1975.
- (a cura di), Luigi Dallapiccola. Parole e musica, Milano, Il Saggiatore, 1980.
- (a cura di), Musica italiana del primo Novecento. “La Generazione dell’80”, Firenze, Olschki, 1981.
- (a cura di), Luigi Dallapiccola nel suo secolo, Firenze, Olschki, 2007.